# Friedrich Boedicker
Friedrich Boedicker (Kassel, 1866. március 13. – Kassel, 1944. szeptember 20.) német tengerésztiszt volt, legmagasabb rangjában altengernagyként szolgált az első világháború idején.

## Háború előtti évek
Boedicker az érettségi után 1884-ben lépett be a Császári Haditengerészetbe és elvégezte a szokásos tengerésztiszti képzést. Tehetségének és teljesítményének köszönhetően folyamatosan előléptették. Szolgált különböző hajók fedélzetén és törzseknél is. Korvettkapitányként 1907 októberében nevezték ki a Frauenlob könnyűcirkáló parancsnokává, majd röviddel rá fregattkapitánnyá léptették elő. 1908 januárjától szeptemberéig a Stettin könnyűcirkáló parancsnoka volt, mely egység a Frauenlobot váltotta a felderítőegységeknél. 1908. június 17. és augusztus 8. között a Stettinnel a Hohenzollern császári yachtot kísérte annak Norvégiába és Stockholmba tett útja során. 1910 szeptemberétől 1913 szeptemberéig már sorhajókapitányként a Schleswig-Holstein páncélos cirkáló parancsnoka volt.

## Az első világháborúban

### Lowestoft és Yarmouth lövetése

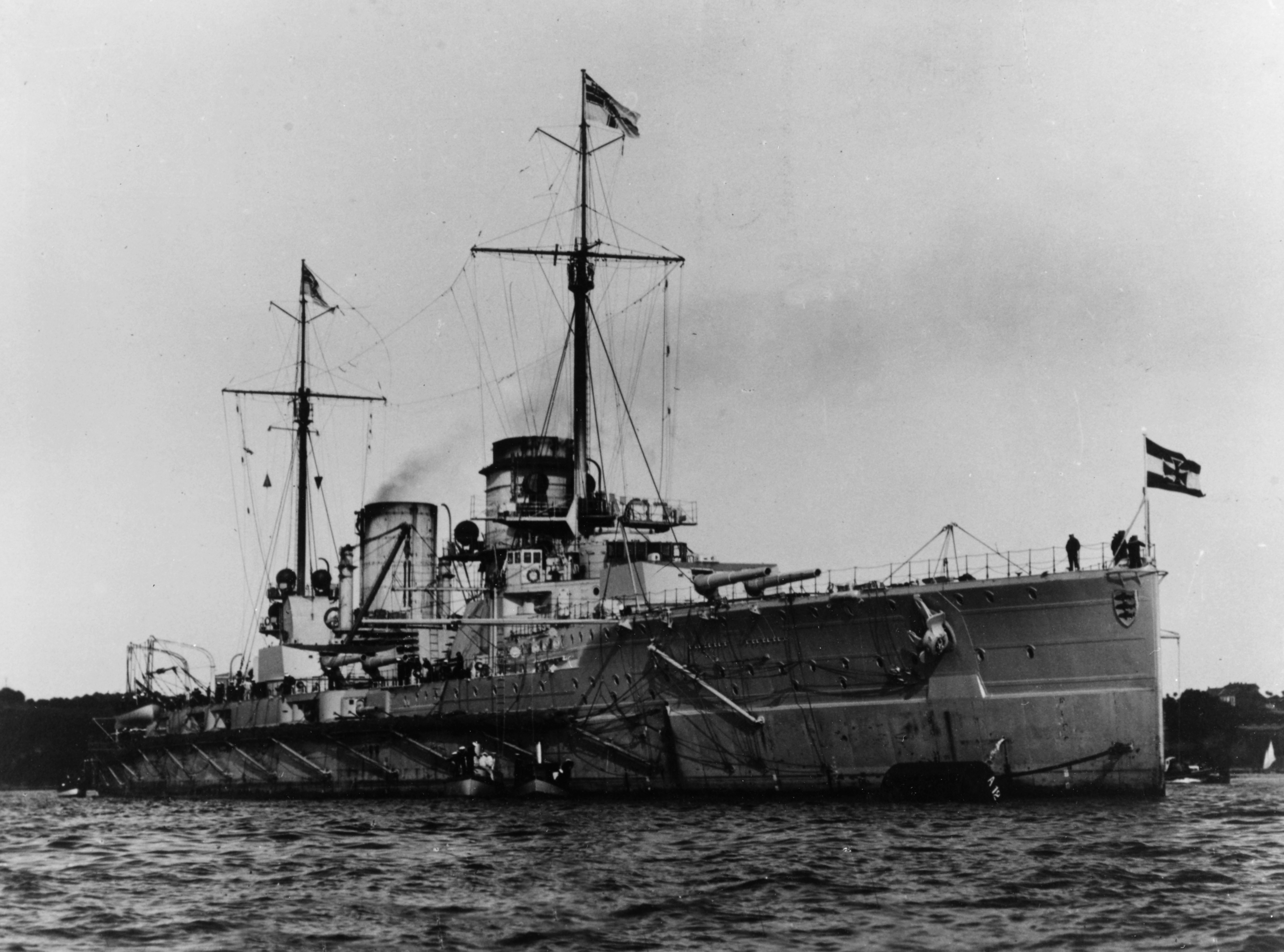
a Seydlitz volt Boedicker zászlóshajója 1916 áprilisában

Az első világháború alatt 1915. augusztus 28-tól 1916. szeptember 10-ig a modern könnyűcirkálókból álló II. felderítőcsoport parancsnoka volt. Franz von Hipper altengernagyot 1916. március 27. és május 12. közötti lábadozása idején helyettesítette a Seydlitz, Lützow, Derfflinger, Moltke és Von der Tann csatacirkálókból álló I. felderítőcsoport élén. Boedicker ezekkel a hajókkal vett részt 1916. április 24-25-én a Reinhard Scheer tengernagy csatahajói által fedezett kelet-angliai partok irányába tett előretörésben és lövette ennek során Lowestoft és Yarmouth városokat. Zászlóshajója, a Seydlitz aknára futott Norderney-nél ezért kénytelen volt visszatérni Wilhelmshavenbe és Boedicker a Lützow-ra szállt át. Lowestoftnál két 15 cm-es partvédelmi üteget semmisítettek meg és mintegy 200 lakóház is romba dőlt, míg Yarmouth-nál a rendkívül gyenge látási viszonyok miatt csak néhány sortüzet adtak le. Elvonulásukkor a német csatacirkálók súlyosan megrongálták a Conquest cirkálót.

### A skagerraki csata
Az 1916. május 31-jén és június 1-én megvívott skagerraki csatában Boedicker ismét a II. felderítőcsoportot vezette. Az egység tagjai a Frankfurt (Boedicker zászlóshajója), Elbing, Pillau és Wiesbaden voltak. Az ő hajói léptek elsőként harcérintkezésbe az ellenséggel és 15:36-kor nagy távolságból az Elbing érte el az első találatot a brit Galatea cirkálón, igaz a lövedék nem robbant fel. 19:00 óra körül Boedicker a Grand Fleet egységeibe ütközött és heves tűz alá került hajóival. A Wiesbaden mozgásképtelenné vált, de tovább harcolt, míg az éjszaka el nem süllyedt. A megmaradt három cirkálója az elszenvedett találatok ellenére vissza tudott vonulni. Közülük az Elbing az éjszaka folyamán összeütközött a Posen csatahajóval és végül a saját legénysége kényszerült elsüllyeszteni a mozgásképtelenné vált hajót. Június 1-jén így a csoport négy cirkálója közül csak kettő érkezett haza.

### 1916-1918
1916. szeptember 2. és október 14. között ismét az I. felderítőcsoportot vezette Hipper távollétében és október 15-én ide helyezték át és Hipper parancsnokhelyettese lett. Boedickert 1918. január 22-én immáron altengernagyként a Nyílt-tengeri Flotta (Hochseeflotte) I. csatahajórajának élére nevezték ki, helyét az I. felderítőcsoport élén - mint ahogy korábban már a II. felderítőcsoport esetében is - Ludwig von Reuter ellentengernagy vette át. Boedicker zászlóshajójává az Ostfriesland csatahajót tette meg. Ezt a pozíciót töltötte be a háború végéig. 1918. április 23-24-én raja részt vett az utolsó Északi-tengeren végrehajtott előretörésben.
1918 augusztusában a "Zárókő hadművelet" (Unternehmen Schlußstein) végrehajtásával bízták meg, melynek célja a karéliai Murman-vasútvonal (kolai vasútvonal) megszállása volt Karéliában. Boedicker augusztus 12-én látott hozzá az előkészületekhez a Finn-öbölbe vezető tengeri útvonalak aknamentesítésével. Ő maga a törzsével a Stralsund könnyűcirkáló fedélzetén Libau, Reval, Helsingfors, Narva és Hungerburg érintésével jutott el Björköig, míg a csatahajóit Kielben készenlétben tartotta. A hadműveletet szeptember elején a keleti front tisztázatlan viszonyai miatt elhalasztották és Boedicker a Stralsunddal visszatért Wilhelmshavenbe. A hadműveletet szeptember 27-én végleg lefújták.
Október 2-án Boedicker hajóraja a Flandriában állomásozó tengeralattjárók hazatértét biztosította. November 3-án a hajórajt az Elba torkolatához vezette és a brunsbütteli zsilipnél kötött ki vele. November 6-án zendülés tört ki a matrózok között és katonatanács vette át az irányítást. November 9-én a hajóraj ismét befutott Wilhelmshavenbe, itt érte a háború vége november 11-én. A hónap végén a hajóraj egységeit lefegyverezték és a parancsnokságát november 27-én feloszlatták.
Boedickert 1918. november 28-án az északi-tengeri flotta parancsnokának valamint a Birodalmi Tengerészeti Hivatal államtitkárának rendelkezésére állították majd 1919. március 17-én elbocsátották a haditengerészet kötelékéből. Szülővárosában hunyt el 1944. szeptember 20-án, 79 éves korában.

## Kitüntetései[2]
- Vaskereszt II. (1914) és I. osztálya
- Vörös Sas-rend II. osztálya tölgyfalombbal és kardokkal ékesítve
- Koronarend II. osztálya
- Porosz szolgálati kereszt
- Oldenburgi Peter Friedrich Ludwig Herceg Érdemrend tiszteletbeli Lovagkeresztjének I. osztálya
- Frigyes-Ágost-kereszt I. osztálya
- Albert-rend I. osztálya  kardokkal ékesítve

## Fordítás
- Ez a szócikk részben vagy egészben  a   Friedrich Boedicker című német Wikipédia-szócikk fordításán alapul.  Az eredeti cikk szerkesztőit annak laptörténete sorolja fel. Ez a jelzés csupán a megfogalmazás eredetét és a szerzői jogokat jelzi, nem szolgál a cikkben szereplő információk forrásmegjelöléseként.